# غوير أبو شوشة
غوير أبو شوشة قرية فلسطينية هجرت عام 1948 تبعد 8 كم شمال مدينة طبريا. وقد أنشئت في منطقة سهلية، تنخفض 160م دون مستوى سطح البحر، وعلى بعد قرابة 2 كم من شاطئ بحيرة طبريا الغربي. ويمر شمالها على بعد كيلومتر واحد وادي العمود، الذي يفصل بين جبال الجليل الشرقي وجبال الجليل الغربي، ويصب في البحيرة على بعد 2 كم شرقي القرية. ويمر جنوبها مباشرة وادي الربضية الذي يصب في البحيرة عند جنوب شرق القرية على بعد 1.5 كم. وقد سحبت عدة قنوات من وادي الربضية لري السهول الواقعة بين القرية والبحيرة.
الأقسام الّتي قُسّمت لها القرية هما قسمين، الأولى مكتظ ويقع في الجنوب، وقد بنيت معظم مساكنه من الاسمنت المسلح أو الحجارة والاسمنت، أو الحجارة والطين أو الطين، وسقف قسم منها بالأخشاب والبوص (القصب) والطين. بلغت مساحة هذا القسم الجنوبي عام 1945 نحو 6 دونمات (ثاني أصغر قرية في قضاء طبرية من حيث المساحة). ويقع القسم الثاني شمال شمال القسم السابق، ويمتد مسافة نصف كيلومتر تقريباً، ومعظم بيوته خيام صنعت من الشعر. وفي عام 1945 نفسه بلغت مساحة أراضي غوير أبو شوشة 12.098 دونماً، استملك اليهود منها 3.439 دونماً، أي 28.4%.

## التاريخ

### ما قبل النكبة
بلغ عدد سكّان غوير أبو شوشة 1.240 نسمة من العرب في عام 1945، وهي بذلك تأتي في المرتبة الخامسة في قضاء طبريا من حيث عدد السكان. عدا عن ذلك لم يكن في القرية أي نوع من الخدمات، واعتمد السكان على مياه الينابيع والقنوات في الشرب والأغراض المنزلية.إعتمد اقتصاد القرية في الدرجة الرئيسة على تربية المواشي، وزراعة الحبوب. وفي عام 1945 كان فيها 20 دونماً مزروعة زيتونًا.

### النكبة
تمّ تشريد أهل القرية من قيل اليهود. فقد دمّروها في عام 1948. أسّس اليهود في عام 1937 كيبوتس “جينوسار” على شاطئ بحيرة طبريا، على بعد 1.75 كم جنوب شرق القرية. وقد بلغ عدد سكانه 418 نسمة في عام 1970.

## بلدات مجاورة مهجّرة
تقع عين البصة على بعد 200م غرب القرية، وعيون العمود على شاطئ البحيرة على بعد 2 كم إلى الشرق من القرية. انشأ الصهيونيين مستعمرة غينوسار في سنة 1937 إلى الشرق من القرية على أراض كانت تابعة بها. أما مستعمرة ليفنيم التي أسست في سنة 1982 على أراضي القرية، فتقع على بعد نحو كيلومتر إلى الشمال الغربي من موقع الغوير.
تاريخ الاحتلال 24.4.1948. تمّ احتلالها على يد الوحدة العسكرية بلماح، أقيمت عدّة مستوطنات على أراضيها مثل: مستوطنات أقيمت على أراضي البلدة قبل 1948: جينوسار. لا يوجد مستوطنات أقيمت على مسطّح البلدة بعد 1948. أمّا بالنّسبة للمستوطنات أقيمت على أراضي البلدة بعد 1948 فهي ليفنيم.

## وصلات خارجية
- غوير أبو شوشة ترحب بكم